# Аеродром Краљица Алија Аман
Аеродром „Краљица Алија” Аман (арап. مطار الملكة علياء الدولي‎, енгл. Queen Alia International Airport) је главни међународни аеродром јорданског главног града Амана. Аеродром је смештен 30 km јужно од средишта града.
Аеродром Аман је далеко најпрометнији у држави - 2019. године кроз њега је прошло готово 9 милиона путника. Аеродром је и авио-чвориште за авио-превознике: „Ројал Џорданијан Ерланјс” и „Џордан Евијејшн”.